# HC Energie Karlovy Vary
HC Energie Karlovy Vary är en ishockeyklubb i tjeckiska Extraliga. Deras hemmaarena är Zimní Stadion Karlovy Vary i Karlovy Vary (tyska Karlsbad).

## Historia
Klubben grundades 1932 som SK Slavia Karlovy Vary. 1951-1955 spelade man i högsta ligan i Tjeckoslovakien. 1953 fick laget namnet Dynamo Karlovy Vary. På grund av nya sponsorer kallades laget från 1991 HC Becherovka och sedan 2002 HC Energie. Från 2009 spelar HC Energie Karlovy Vary i en multifunktionsarena, KV Arena.